# Villa Strozzi al Boschetto
Villa Strozzi al Boschetto si trova a Firenze. Ha un portale d'entrata in via Pisana 77, un portale d'entrata in via di Soffiano, e un piccolo accesso pedonale sul Monte Oliveto (Bellosguardo).

## Storia e descrizione
Alla metà del XVI secolo, Giovan Battista di Lorenzo Strozzi per ampliare il bosco detto di Cafaggio acquistò una serie di proprietà confinanti. All'interno di questa vasta proprietà fece costruire la sua residenza con annesso un grande giardino ed il bosco di Cafaggio pur mantenendo le caratteristiche di selvatico, divenne un luogo di delizie con l'introduzione di giochi d'acqua ed elementi decorativi, tipici del gusto manierista. 
Una seconda importante trasformazione si ebbe alla metà dell'800, quando il principe Ferdinando Strozzi commissionò a Giuseppe Poggi il restauro della villa e la riprogettazione del parco. Due sono gli elementi cardine del progetto del Poggi: il viale delle carrozze che sale dalla via di Soffiano e la radura. A tale fine il Poggi trasformò i campi a sud, modellandoli in pendii dolci, attraversati da sentieri per le passeggiate. 
Sul lato di via di Soffiano si snoda il viale d'ingresso che ha inizio con un'elegante cancellata in ferro battuto posta fra due colonne e due casotti rivestiti con bugnato rustico. 
Oltrepassato l'ingresso si sale gradualmente sulla collina dal viale fiancheggiato da tigli, platani e ippocastani che lasciano intravedere prati dove sono raggruppati pini, tassi, e alberi di Giuda che danno luogo ad un bel contrasto cromatico nella stagione primaverile. 
La ristrutturazione del Poggi interessò anche la parte del parco cinquecentesco, dove furono risistemati i sentieri e le decorazioni architettoniche. Sul lato di via Pisana fu costruita una scenografica scalinata in pietra serena pavimentata a ciottoli di fiume, su modello delle Rampe del viale dei Colli. 
Inoltre fra il parco vecchio e quello nuovo fu inserita un'imponente limonaia scandita da tre serliane. Dopo lunghe vicissitudini, tra cui la requisizione prima da parte delle truppe tedesche e poi di quelle alleate nella seconda guerra mondiale, il parco e la villa furono acquistati dal Comune di Firenze, diventando parco pubblico (denominato Parco di Villa Strozzi o Il Boschetto).
Dal suo restauro degli anni Ottanta è stata sede di Tempo Reale, il centro di ricerca e produzione musicale fondato da Luciano Berio. Fino al 2011 è stato anche sede del Polimoda.
Il 25 marzo 2014, viene aperto il Centro Sino Italiano di Design - Firenze & Shanghai. Nei due mesi successivi all'inaugurazione la villa è stata sottoposta a lavori di restauro del piano terra e del primo piano. In seguito il Centro ha ospitato attività ed eventi incentrati sul design, l'architettura sostenibile, la moda e il cibo.

## Galleria d'immagini

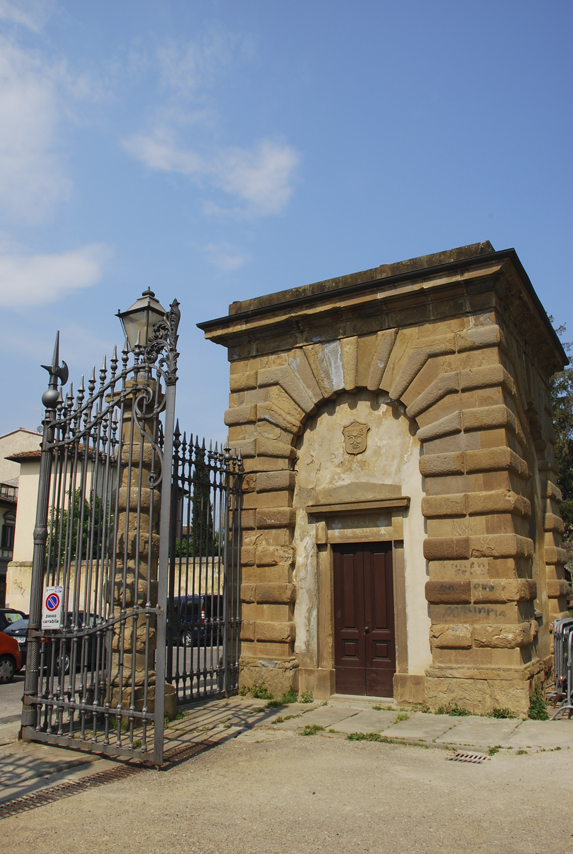
Ingresso in via di Soffiano
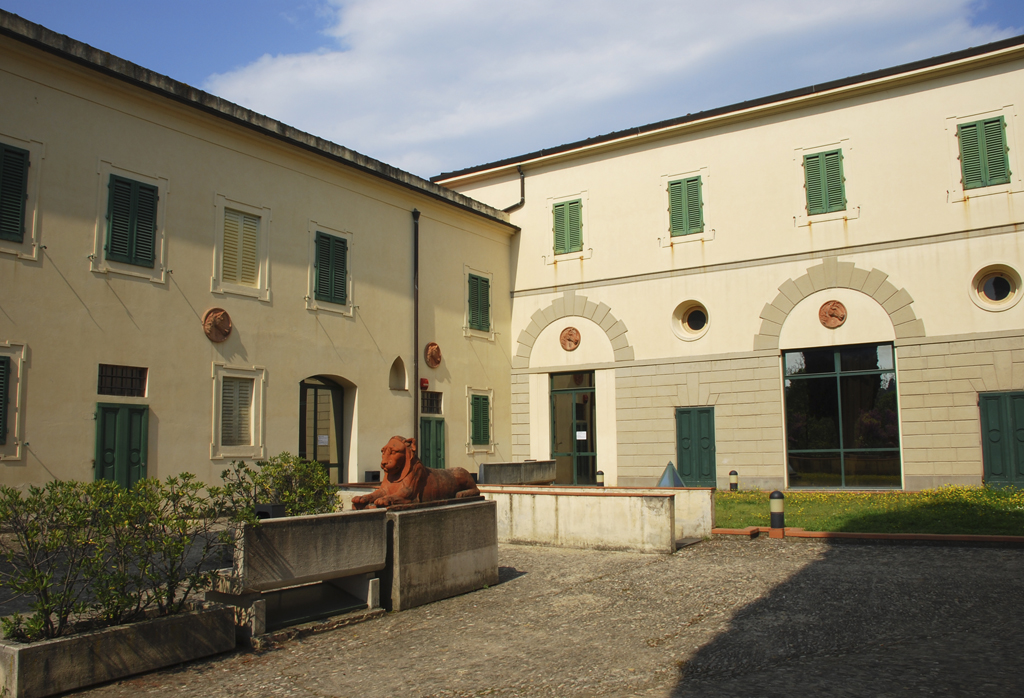
Scuderie (lato ovest)
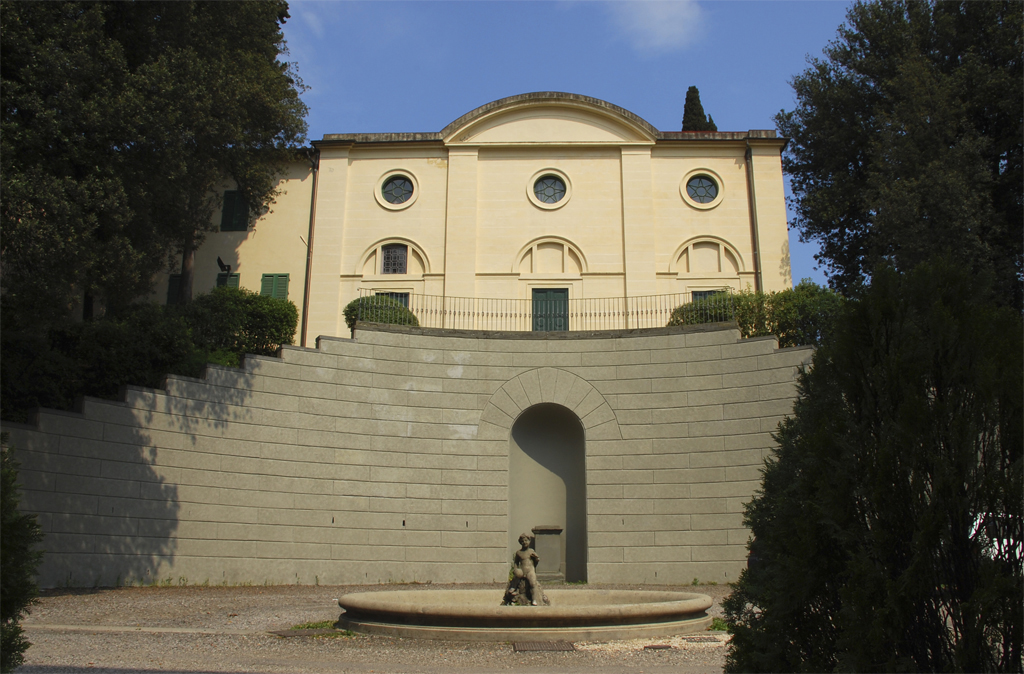
Scuderie (lato nord)
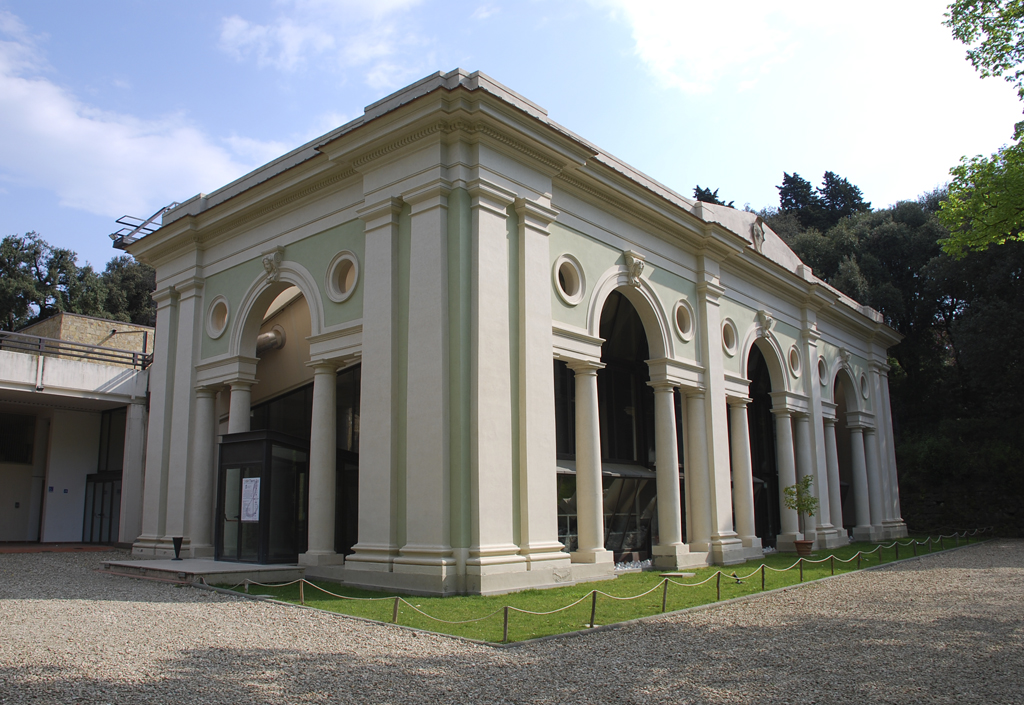
La Limonaia della Villa
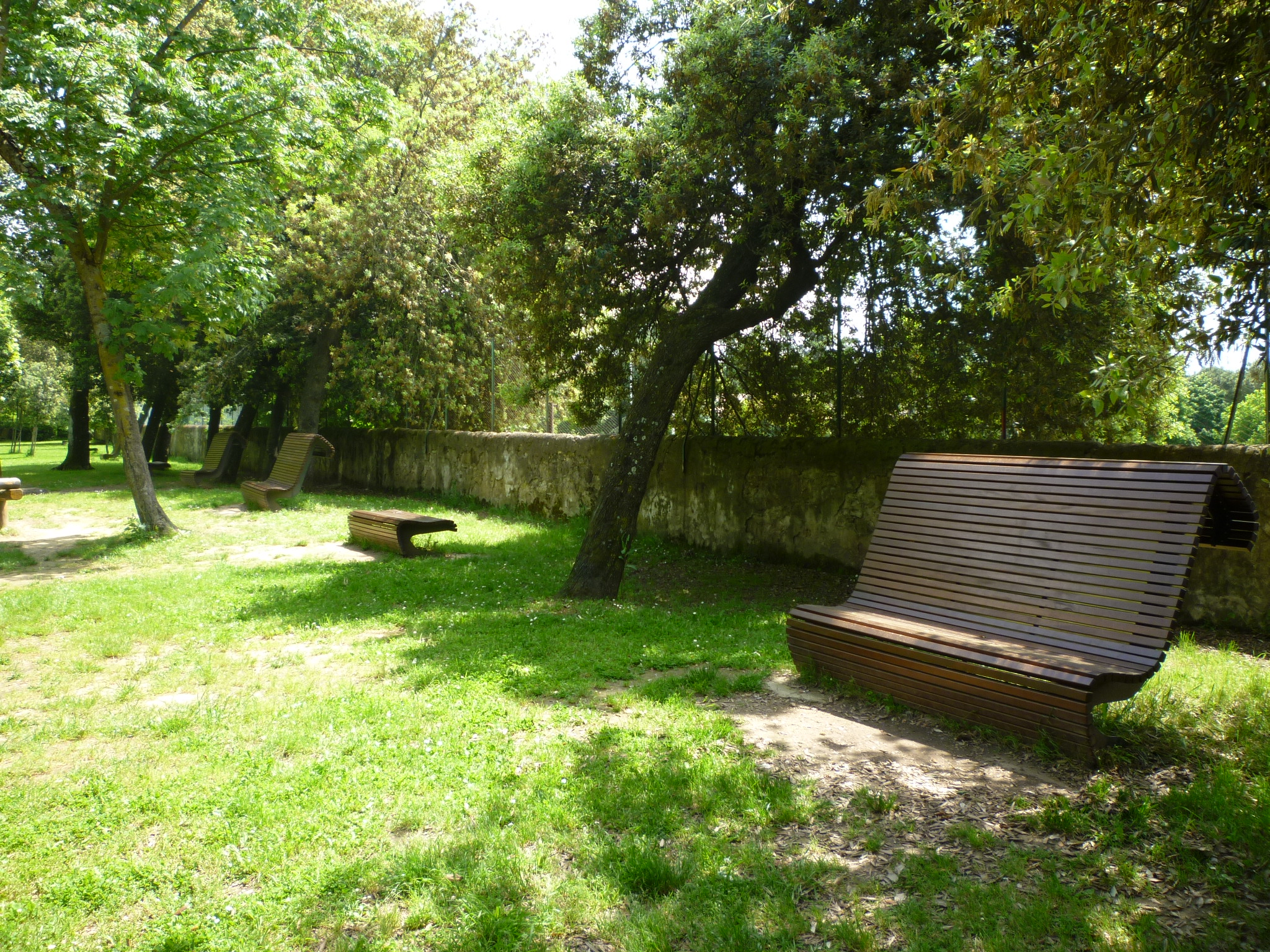
Uno scorcio del Parco
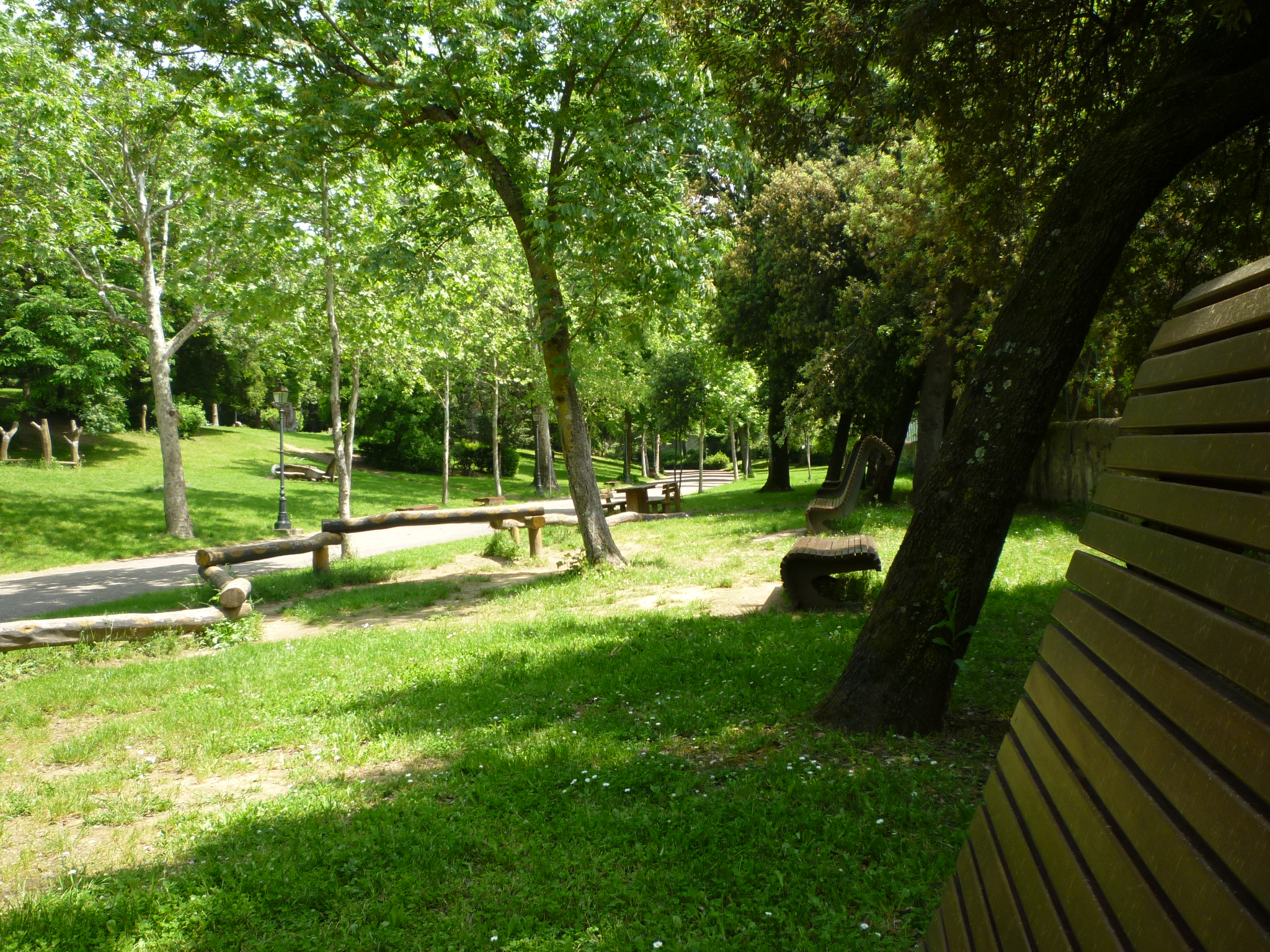
Il viale tra i prati alberati